# 21683 Segal
21683 Segal (1999 RL33) là một tiểu hành tinh vành đai chính được phát hiện ngày 9 tháng 9 năm 1999 bởi C. W. Juels ở Fountain Hills.